# Jules Deconinck
Jules Alfons Deconinck (Wevelgem, 9 augustus 1897 - Menen, 17 augustus 1979) was een Belgisch volksvertegenwoordiger.

## Levensloop
Deconinck was de zoon van een kleine zelfstandige vlasser. Hij begon zijn loopbaan toen hij twaalf was. Door zelfstudie werkte hij zich op en kreeg de gelegenheid aan de Arbeidershogeschool verder te studeren.
Hij begon als syndicalist tijdens de Eerste Wereldoorlog. In 1919/1920 werd hij aangesteld als permanent secretaris van de socialistische vakbond van vlasbewerkers en bouwvakarbeiders in Wevelgem en omliggende.
Hij werd vervolgens gewestelijke secretaris van het ABVV-Kortrijk. Hij was redactielid van het socialistisch weekblad Volksrecht (1901-1934) en schreef er vaak in. Van 1934 tot 1941 was hij redactielid van het centrale weekblad Voor Allen.
Hij werd verkozen tot socialistisch volksvertegenwoordiger voor het arrondissement Kortrijk van 1929 tot 1932, van 1936 tot 1939 en van 1949 tot 1965. Hij was actief op gebied van onderwijs, vlasnijverheid en de taalkwestie. Als nationaal en provinciaal ondervoorzitter van het A.V.B.O (Algemeen Verbond ter Bevordering van het Officieel Onderwijs) ijverde hij voor het rijksonderwijs. Hij zette zich ook in voor Nederlandse taalcursussen in Frans-Vlaanderen. 
Hij maakte bij herhaling kennis met de gevangenis:
- tijdens de Eerste Wereldoorlog was hij drie maanden gevangen in Duitsland (1916),
- in 1920 zat hij in de gevangenis tijdens zijn legerdienst,
- in 1921 werd hij gedurende zes dagen opgesloten als gevolg van een vechtpartij tijdens de verkiezingsstrijd,
- tijdens de Tweede Wereldoorlog was hij politiek gevangene en gijzelaar in Leuven (1942).

In Wevelgem, waar hij vijftig jaar gemeenteraadslid was, is een straat naar hem genoemd.
De familie De Coninck heeft, om zijn gedachtenis in ere te houden, in 2001 binnen het Amsab-Instituut voor Sociale Geschiedenis, een Fonds Erevolksvertegenwoordiger Jules Deconinck opgericht.